# Ecuación de la vorticidad
La ecuación de la vorticidad de la dinámica de fluidos describe la evolución de la vorticidad ω de una partícula de un fluido a medida que se mueve con su flujo; es decir, la rotación local del fluido. En términos de cálculo vectorial es el rotacional de la velocidad de flujo. La ecuación principal es
| {\displaystyle {\begin{aligned}{\frac {D{\boldsymbol {\omega }}}{Dt}}&={\frac {\partial {\boldsymbol {\omega }}}{\partial t}}+(\mathbf {u} \cdot \nabla ){\boldsymbol {\omega }}\\&=({\boldsymbol {\omega }}\cdot \nabla )\mathbf {u} -{\boldsymbol {\omega }}(\nabla \cdot \mathbf {u} )+{\frac {1}{\rho ^{2}}}\nabla \rho \times \nabla p+\nabla \times \left({\frac {\nabla \cdot \tau }{\rho }}\right)+\nabla \times \left({\frac {\mathbf {B} }{\rho }}\right)\end{aligned}}} | donde DDt es el operador de derivada material, u es la velocidad de flujo, ρ es la densidad local del fluido, p es la presión local, τ es el tensor de esfuerzo viscoso y B representa la suma de las fuerzas del cuerpo externas. El primer término fuente del lado derecho representa el alargamiento del vórtice.
La ecuación es válida en ausencia de pares concentrados y fuerzas lineales para un fluido newtoniano compresible. En el caso de flujo incompresible, es decir, bajo número de Mach, y fluidos isótropos, con fuerzas de cuerpo conservativas, la ecuación se simplifica a la ecuación de transporte de la vorticidad:
{\displaystyle {\frac {D{\boldsymbol {\omega }}}{Dt}}=\left({\boldsymbol {\omega }}\cdot \nabla \right)\mathbf {u} +\nu \nabla ^{2}{\boldsymbol {\omega }}}
donde ν es la viscosidad cinemática y {\displaystyle \nabla ^{2}} es el operador de Laplace. Suponiendo además un flujo bidimensional, la ecuación se simplifica a:
{\displaystyle {\frac {D{\boldsymbol {\omega }}}{Dt}}=\nu \nabla ^{2}{\boldsymbol {\omega }}}

## Interpretación física
- El término DωDt del lado izquierdo es la derivada material del vector de vorticidad ω. Describe la tasa de cambio de la vorticidad de la partícula de fluido en movimiento respecto al tiempo. Este cambio puede atribuirse a la inestabilidad en el flujo (∂ω∂t, el término de inestabilidad) o debido al movimiento de la partícula de fluido al desplazarse de un punto a otro ((u ∙ ∇)ω, el término de convección).

- Datos: Q3730817